# Waldlandschaft bei Cölpin
Waldlandschaft bei Cölpin este o arie protejată (arie de protecție specială avifaunistică — SPA) din Germania întinsă pe o suprafață de 2.153 ha, integral pe uscat.

## Localizare
Centrul sitului Waldlandschaft bei Cölpin este situat la coordonatele 53°30′24″N 13°25′06″E / 53.5067°N 13.4183°E.

## Înființare
Situl Waldlandschaft bei Cölpin a fost declarat arie de protecție specială avifaunistică în aprilie 2008 pentru a proteja 29 de specii de animale.

## Biodiversitate
Situată în ecoregiunea continentală, aria protejată nu include niciun habitat protejat.
La baza desemnării sitului se află mai multe specii protejate de  păsări (29): pescăruș albastru (Alcedo atthis), acvilă țipătoare mică (Aquila pomarina), barză albă (Ciconia ciconia ciconia), barză neagră (Ciconia nigra), erete de stuf (Circus aeruginosus), erete vânăt (Circus cyaneus), prepeliță (Coturnix coturnix), cristeiul de câmp (Crex crex), ciocănitoare pestriță mare (Dendrocopos major), ciocănitoarea de stejar (Dendrocopos medius), ciocănitoare pestriță mică (Dendrocopos minor), ciocănitoare neagră (Dryocopus martius), șoimul rândunelelor (Falco subbuteo), vânturel roșu (Falco tinnunculus), muscar (Ficedula parva), Grus grus grus, codalb (Haliaeetus albicilla), sfrâncioc roșiatic (Lanius collurio), sfrâncioc mare (Lanius excubitor excubitor), ciocârlie de pădure (Lullula arborea), gaia neagră (Milvus migrans), gaia roșie (Milvus milvus), muscar sur (Muscicapa striata), pietrar sur (Oenanthe oenanthe), viespar (Pernis apivorus), codroșul de pădure (Phoenicurus phoenicurus), sitar de pădure (Scolopax rusticola), turturică (Streptopelia turtur), silvie porumbacă (Sylvia nisoria).
Pe lângă speciile protejate, pe teritoriul sitului au mai fost identificate 9 specii de păsări.